# Il re (opera)
Il re è un'opera di Umberto Giordano su libretto di Giovacchino Forzano. Fu rappresentata per la prima volta al Teatro alla Scala di Milano il 12 gennaio 1929. Lo spettacolo ebbe un successo «pieno, caldo, vivissimo».
Quest'opera venne scritta espressamente per Toti Dal Monte, celebre soprano di coloratura. Dal Monte eseguì l'opera numerose volte nel corso della sua carriera, ma dopo il suo ritiro il lavoro cadde velocemente nell'oscurità. Si ricordano anche le interpretazioni di Maria Caniglia e Lina Pagliughi Nel dicembre del 1949 Arturo Toscanini, che era stato direttore della première, eseguì la breve Danza del moro durante un concerto radiofonico con la NBC Symphony Orchestra.

## Trama
Nel Settecento. - In un paese dove c'era un Re.
Rosalina è fidanzata con Colombello, ma una credenza superstiziosa la convince che diventerà regina. Rompe il fidanzamento e inutilmente tutti cercano di farla tornare in sé. Sarà lo stesso re, in visita al villaggio di Rosalina, a ricongiungerla con Colombello, mostrandosi alla giovane nel suo vero aspetto di vecchio cadente e facendo rinascere in lei l'amore perduto.

## Cast della première
| Personaggio                            | Cast (Direttore: Arturo Toscanini)                                                 |
| -------------------------------------- | ---------------------------------------------------------------------------------- |
| Il re                                  | Jean-Armand-Charles Crabbé                                                         |
| Rosalina                               | Toti Dal Monte (nelle recite successive alla prima si alternò con Mercedes Capsir) |
| Colombello                             | Enzo De Muro Lomanto                                                               |
| La moglie del mugnaio                  | Angelica Cravcenco                                                                 |
| Il mugnaio                             | Tancredi Pasero                                                                    |
| L'astrologa                            | Lucia Abbrescia                                                                    |
| L'uomo di legge                        | Salvatore Baccaloni                                                                |
| Il prete                               | Giuseppe Nessi                                                                     |
| Un cerimoniere                         | Giovanni Azzimonti                                                                 |
| Un altro cerimoniere                   | Palmiro Domenichetti                                                               |
| Il maggiordomo La voce di un banditore | Aristide Baracchi                                                                  |

## Discografia
| Anno | Cast: Re, Rosalina, Colombello, Mugnaio, Mugnaia, Astrologa, Uomo di legge, Prete                                                           | Direttore, Orchestra e Coro | Etichetta |
| ---- | --- | --- | --- |
| 1971 | Tito Turtura, Elena Baggiore, Mario Ferrara, Francesco Signor, Eleonora Jankovic, Franca Moretti, Umberto Carusi, Pino Castagnoli           | Pier Alberto Biondi Orchestra e Coro del Teatro dell'Opera di Foggia (Registrazione dal vivo, Teatro dell'Opera di Foggia)                           | LP: - Unique Opera Records UORC 152 (con brani da Isabeau) (1973) - Unique Opera Records Corporation UORC 152-X (1973) - Mauro R. Fuguette MRF 118 (con Siberia) CD: - Gala GL 345 (2004) |
| 1998 | Nicolas Rivenq, Patrizia Ciofi, Francesco Paolo Panni, Marco Pauluzzo, Maria Miccoli, Monica Sesto, Giacomo Rocchetti, Emil Alekperov       | Renato Palumbo Orchestra Internazionale d'Italia e Coro del Teatro Petruzzelli di Bari (Registrazione dal vivo)                                      | CD: - Dynamic CDS 231/1-2 (con Mese Mariano, 1999) |
| 1998 | Michele Porcelli, Irina Mouratbekova, Manuel Beltran Gil, Alexander Morozov, Masami Fujikawa, Yoshimi Tatsuno, Yuri Schkliar, Angel Harkatz | Stanislaw Gorkovienko Orchestra e Coro di San Pietroburgo                                                                                            | CD: - Stradivarius STR 33466 (1998) |
| 2006 | Giuseppe Altomare, Patrizia Cigna, Fabio Andreotti, Francesco Facini, Maria Scogna, Isabella Amati, Simone Piazzola, Salvatore Gaias        | Gianna Fratta Orchestra Sinfonica di Capitanata e Coro Lirico «Umberto Giordano» (Registrazione dal vivo al Teatro Giordano di Foggia, gennaio 2006) | DVD: - Bongiovanni AB 20014 (2009) |